# Trigonella lunata
Trigonella lunata är en ärtväxtart som beskrevs av Pierre Edmond Boissier. Trigonella lunata ingår i släktet trigonellor, och familjen ärtväxter. Inga underarter finns listade i Catalogue of Life.